# Gustavo
Густавс Бутелис (латыш. Gustavs Butelis; род. 19 июня 1978, Рига, Латвийская ССР), более известный под своим сценическим именем Густаво (латыш. Gustavo) и позднее под псевдонимом Арстарулсмир Арсуюмфус Тарус (латыш. Arstarulsmirus Arsujumfus Tarus), — латвийский рэпер, музыкальный продюсер, автор песен и лектор. Бутелис считается одним из наиболее значимых артистов в латвийской хип-хоп сцене, внёсшим значительный вклад в развитие жанра в Латвии.

## Биография

### Ранние годы и начало карьеры
Густавс Бутелис родился 19 июня 1978 года, и вырос в Риге, Латвия. Интерес к музыке проявился в подростковом возрасте, когда он стал основателем группы Fact, основанной в 1995 году. Группа активно участвовала в латвийской андеграундной музыкальной сцене, и хотя их работа не получила широкой коммерческой известности, она заложила основу для его дальнейшего творческого пути.

### Сольная карьера
После распада Fact, Бутелис начал сольную карьеру и взял псевдоним Gustavo. В 2004 году он выпустил свой дебютный альбом «Beidzot!» («Наконец-то!»), который имел огромный успех и заложил основу для его будущей популярности. Его музыка сочетала в себе элементы рэпа, хип-хопа и латвийских культурных мотивов, что сделало его узнаваемым и любимым артистом в Латвии. Альбомы «Pa pāris pantiem», Viesības viesnīcā" и «3. elpa», выпущенные позже, также получили положительные отзывы и укрепили его позицию на музыкальной сцене.

### Популярность и влияние
Одним из самых известных хитов Густаво стала композиция «Mūsu soļi» («Наши шаги»), которая стала официальным гимном баскетбольного клуба ВЭФ Рига. В своей музыке Бутелис затрагивает социальные и личные темы, что находит отклик у широкой аудитории. Благодаря его творчеству латвийский хип-хоп начал набирать популярность среди молодежи и выходить за рамки андеграундной культуры.

### Новая глава: Арстарулсмир Арсуюмфус Тарус
В 2011 году Густавс Бутелис решил изменить своё сценическое имя и направление своей карьеры, взяв новое имя Arstarulsmirus Arsujumfus Tarus. Этот переход символизировал смену его музыкального и жизненного курса: он углубился в философию и метафизику, уделяя внимание темам осознанности, самопознания и духовного развития. Под новым именем он проводит образовательные лекции, а также занимается распространением учения Иисидиологии.

## Дискография

### В группе Fact

#### Альбомы
- Creepin' Shadows EP (1997)
- F.A.C.T (1998)
- My Riga EP (1999)

### Соло-карьера

#### Альбомы
- Beidzot! (2004)
- Pa pāris pantiem/Viesības viesnīcā (2006)
- 3. elpa (2010)
- Pilsētas portāls (2011)
- Tagad tikai sākās (2023)

#### Синглы
- Jau-tā-jums (2002)